# Idaea damadensis
Idaea damadensis är en fjärilsart som beskrevs av Edward P. Wiltshire 1986. Idaea damadensis ingår i släktet Idaea och familjen mätare. Inga underarter finns listade i Catalogue of Life.